# (5337) Aoki
(5337) Aoki (1991 LD) – planetoida z pasa głównego asteroid okrążająca Słońce w ciągu 5,75 lat w średniej odległości 3,21 j.a. Odkryta 6 czerwca 1991 roku.